# E'Twaun Moore
E'Twaun Moore (East Chicago, 25 de fevereiro de 1989) é um jogador norte-americano de basquete profissional que atualmente joga pelo Phoenix Suns, disputando a National Basketball Association (NBA). Foi draftado em 2011 na segunda rodada pelo Boston Celtics.